# Lista członków Megadeth

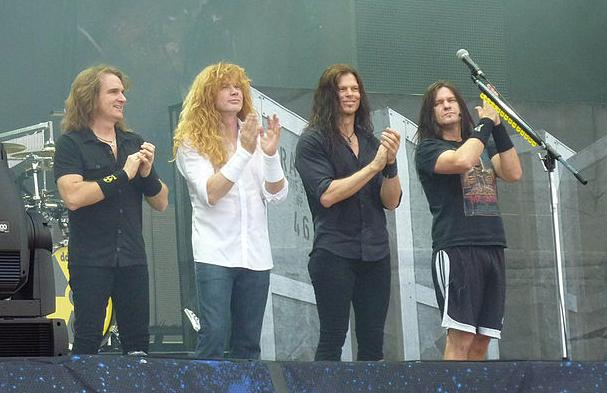
Megadeth w 2010 roku. Od lewej: David Ellefson, Dave Mustaine, Chris Broderick i Shawn Drover

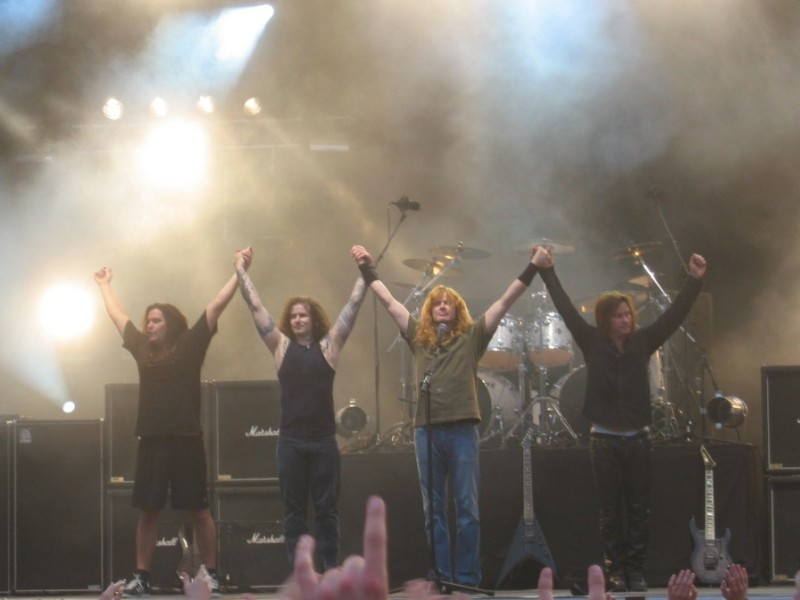
Megadeth w 2005 roku. Od lewej: Glen Drover, James MacDonough, Dave Mustaine i Shawn Drover

Lista członków Megadeth – amerykańskiej grupy thrashmetalowej Megadeth od czasu założenia zespołu w 1983.

## Muzycy
| Obecny skład zespołu - Dave Mustaine – gitara, wokal prowadzący (od 1983) - James LoMenzo – gitara basowa, wokal wspierający (2006−2010, od 2022) - Teemu Mäntysaari – gitara, wokal wspierający (od 2023) - Dirk Verbeuren – perkusja (od 2016) Muzycy sesyjni - Jimmy Sloas – gitara basowa (2004) - Vinnie Colaiuta – perkusja (2004) - Chris Poland – gitara (2004) - Chris Adler – perkusja (2015) Muzycy koncertowi - Kerry King – gitara (1984) - Mike Albert – gitara (1985) - Chris Adler – perkusja (2015–2016) - Tony Laureano – perkusja (2015–2016) |  | Byli członkowie zespołu - Kiko Loureiro – gitara, wokal wspierający (2015–2023) - David Ellefson – gitara basowa, wokal wspierający (1983-2002, 2010–2022) - Dijon Carruthers – perkusja (1983) - Lee Rauch (zmarły) – perkusja (1983–1984) - Gar Samuelson (zmarły) – perkusja (1984–1987) - Chuck Behler – perkusja (1987–1989) - Nick Menza (zmarły) – perkusja, wokal wspierający (1989-1998, 2004) - Jimmy DeGrasso – perkusja, wokal wspierający (1998–2002) - Shawn Drover – perkusja, wokal wspierający (2004-2014) - Greg Handevidt – gitara (1983–1984) - Robert Cromwell – gitara (1983) - Chris Poland – gitara (1984–1987) - Jay Reynolds – gitara (1987) - Jeff Young – gitara, wokal wspierający (1987–1989) - Marty Friedman – gitara, wokal wspierający (1990–1999) - Al Pitrelli – gitara, wokal wspierający (2000−2002) - Glen Drover – gitara, wokal wspierający (2004–2008) - Chris Broderick – gitara, wokal wspierający (2008-2014) - James MacDonough – gitara basowa, wokal wspierający (2004–2006) - Lawrence "Lor" Kane – wokal prowadzący (1983) |